# Sillon frontal supérieur
Le sillon frontal supérieur f1 est un sillon de la face externe du lobe frontal du cerveau. Très profond et constant, ce sillon part perpendiculairement  au sillon précentral puis descend parallèlement à la scissure interhémisphérique jusqu'à la partie orbitaire du lobe frontal.
Il délimite la frontière entre le gyrus frontal supérieur et le gyrus frontal moyen.

Les sillons frontaux de l'hémisphère gauche et droite sont très semblables quant à leur position et leur profondeur, ce qui n'est pas toujours le cas pour les autres sillons.
|                                                   |                       |
| Vue latérale du sillon f1 sur l'hémisphère gauche | Vue dorsale du cortex |